# 虎頭埤
虎頭埤，位於臺灣臺南市新化區虎頭山麓、鹽水溪支流許縣溪流域的水庫，因山勢狀如猙獰虎頭而得名，據歷史記載為臺灣第一水庫，屬於農業灌溉用的小型水庫。

## 簡介
虎頭埤於道光二十六年（1846年）由大目降街（今新化）農民歐陽安所闢建，用以蓄水灌溉農田。同治二年（1863年）周懋琦撥款擴建，始稍具規模。
日治時期，當局曾經整修堤防、設立閘門，並美化湖畔。其時虎頭埤水域面積已擴展至約0.27km²，埤畔草木扶疏，埤水清洌可鑑，兩岸小徑交錯，埤中小島處處，又有虎月亭、吊橋點綴其間，景色清幽，為台灣知名風景區。1927年8月，獲台灣日日新報讀者票選為「台灣八景十二勝」當中的第九勝。1929年該地建新化社，主祀北白川宮能久親王與天照大神，1943年升格為新化神社，今仍有新化社石碑及神社台階及平台遺跡。
1954年，又以「虎埤泛月」獲得台南縣文獻委員會選定為「南瀛八大景」之一。今日則成為台南都會區主要旅遊去處，並劃入西拉雅國家風景區的管轄範圍。另外這裡通常也是每年元旦舉行升旗典禮的地點（國慶日升旗典禮則在台南市政府永華市政中心）。

## 其他
- 虎頭埤之「埤」意指「貯水池」，閩南語讀作「pi」。在國語中理論應讀「ㄆㄧˊ」，但當地居民亦多以其「碑」邊旁而讀「ㄅㄟ」，使得當地也可見「Hutoubei」之英譯。但據教育部國語辭典，若讀此「ㄅㄟ」則通「碑」字，意指土地在上之石為「碑」，土石下窪之地為「埤」，故古人有土埤之高處立其石為碑，素有「碑埤」共生之義。

## 交通指引

### 搭乘大眾運輸
- 台鐵:到達台南車站後，至公車北站搭乘綠幹線（往玉井）及綠17（往大灣新化）公車，然後在新化站轉乘綠13支線（往岡林左鎮）至虎頭埤口站牌下車。
- 高鐵:到達高鐵台南站後，轉乘綠16路公車，至新化站後再轉搭綠13路至虎頭埤